# 아와아마쓰역
아와아마쓰역(일본어: 安房天津駅, あわあまつえき)은 일본 지바현 가모가와시에 있는 동일본 여객철도의 철도역이다.

## 역 구조
상대식 2면 2선 구조의 지상역이다. 양쪽 승강장은 과선교로 이어져 있다. 아와카모가와역이 관리하는 간이 위탁역으로, 간이 개찰기에서 스이카 및 제휴 교통카드의 사용이 가능하다.

### 승강장
| 1 | ■ 소토보 선 | 아와카모가와 방면                                                |
| 2 | ■ 소토보 선 | 가쓰우라 · 오하라 · 가즈사이치노미야 · 모바라 · 소가 · 지바 방면 |

## 역세권 정보
- 가모가와시청 아마쓰코미나토 출장소 (구 아마쓰코미나토 정사무소)
- 국도 제128호선
- 후타마 해수욕장

## 역사
- 1913년 6월 20일 - 일본국유철도의 역으로 개업하였다.
- 1987년 4월 1일 - 민영화에 따라 동일본 여객철도의 소속이 되었다.
- 2009년 3월 14일 - 스이카의 사용이 개시되었다.

## 인접역
| 동일본 여객철도 소토보 선 | 동일본 여객철도 소토보 선 | 동일본 여객철도 소토보 선 |
| ------------------------- | ------------------------- | ------------------------- |
| 아와코미나토 지바 방면    | ■ 소토보 선               | 아와카모가와 방면         |